# آلن تی. کیپرتون
آلن تی. کیپرتون (به انگلیسی: Allen T. Caperton) سناتور سابق عضو حزب دموکرات ایالات متحده آمریکا بود. وی در سال ۱۸۷۵ تا ۱۸۷۶ میلادی سناتور ایالت ویرجینیای غربی در سنای ایالات متحده آمریکا بود.